# 霍恩洛厄-巴滕施泰因的約翰尼斯
霍恩洛厄-巴滕施泰因的約翰尼斯（德語：Johannes zu Hohenlohe-Bartenstein，1863年8月20日—1921年8月19日），末代霍恩洛厄-巴滕施泰因親王，霍恩洛厄-巴滕施泰因的卡爾之子。

## 家庭
1901年，約翰尼斯和已退位的托斯卡納大公費迪南多四世的女兒安娜·瑪麗亞·特蕾莎結婚，兩人共有3子3女：
1. 瑪麗亞（1903年—1999年）
2. 卡爾（1905年—1950年）
3. 阿爾布雷希特（1906年—1996年）
4. 伊莉莎白（1907年—1927年），早逝
5. 瑪格麗特（1909年—1985年）
6. 腓特烈（1910年—1985年）